# Férfi 100 méteres hátúszás az 1958-as úszó-Európa-bajnokságon
Az 1958-as úszó-Európa-bajnokságon a férfi 100 méteres hátúszás selejtezőit szeptember 3-án tartották. A döntőt szeptember 5-én rendezték. A versenyszámban 18-an indultak.
A magyar versenyzők közül Magyar László negyedik, Müller György nyolcadik lett.

## Rekordok
|              | Név               | Nemzet        | Idő    | Helyszín  | Dátum             |
| ------------ | ----------------- | ------------- | ------ | --------- | ----------------- |
| Világcsúcs   | John Moncton      | Ausztrália    | 1:01,5 | Melbourne | 1958. február 15. |
| Európa-csúcs | Robert Christophe | Franciaország | 1:02,9 | Blackpool | 1958. június 14.  |

A versenyen új rekord született:
| Európa-bajnoki csúcs | selejtező | Szovjetunió Leonyid Barbier     | 1:04,5 | Budapest, Magyarország | szeptember 3. |
| Európa-bajnoki csúcs | selejtező | Franciaország Robert Christophe | 1:04,5 | Budapest, Magyarország | szeptember 3. |
| Európa-bajnoki csúcs | döntő     | Franciaország Robert Christophe | 1:03,1 | Budapest, Magyarország | szeptember 5. |

## Eredmény

### Selejtezők
| Helyezés | Futam | Név               | Nemzet             | Idő    | Megj.  |
| -------- | ----- | ----------------- | ------------------ | ------ | ------ |
| 1        | 1     | Leonyid Barbier   | Szovjetunió        | 1:04,5 | Q, ECR |
| 1        | 2     | Robert Christophe | Franciaország      | 1:04,5 | Q, ECR |
| 3        | 3     | Wolfgang Wagner   | NDK                | 1:05,3 | Q      |
| 4        | 3     | Georgij Kuvalgyin | Szovjetunió        | 1:06,0 | Q      |
| 5        | 1     | Gilberto Elsa     | Olaszország        | 1:06,1 | Q      |
| 6        | 2     | Magyar László     | Magyarország       | 1:06,9 | Q      |
| 7        | 2     | Dieter Pfeifer    | NDK                | 1:07,0 | Q      |
| 8        | 1     | Müller György     | Magyarország       | 1:07,2 | Q      |
| 9        | 3     | Graham Sykes      | Egyesült Királyság | 1:07,2 |        |
| 10       | 1     | Jaap de Jong      | Hollandia          | 1:07,4 |        |
| 11       | 2     | Mihovil Dorčić    | Jugoszlávia        | 1:08,0 |        |
| 12       | 1     | Ladislav Bačík    | Csehszlovákia      | 1:08,2 |        |
| 12       | 1     | Friedl Duda       | Ausztria           | 1:08,2 |        |
| 14       | 3     | Giorgio Perondini | Olaszország        | 1:09,2 |        |
| 15       | 3     | Haydn Rigby       | Egyesült Királyság | 1:09,4 |        |
| 16       | 3     | Ekkerhard Miersch | NSZK               | 1:10,0 |        |
| 17       | 3     | Andrzej Werner    | Lengyelország      | 1:10,0 |        |
| 18       | 3     | Ahmet Guclüoglu   | Törökország        | 1:19,3 |        |

### Döntő
| Helyezés | Pálya | Név               | Nemzet        | Idő    | Megj. |
| -------- | ----- | ----------------- | ------------- | ------ | ----- |
|          | 4     | Robert Christophe | Franciaország | 1:03,1 | ECR   |
|          | 5     | Leonyid Barbier   | Szovjetunió   | 1:03,9 |       |
|          | 3     | Wolfgang Wagner   | NDK           | 1:05,5 |       |
| 4        | 7     | Magyar László     | Magyarország  | 1:05,8 |       |
| 5        | 6     | Georgij Kuvalgyin | Szovjetunió   | 1:06,4 |       |
| 6        | 1     | Dieter Pfeifer    | NDK           | 1:06,8 |       |
| 7        | 2     | Gilberto Elsa     | Olaszország   | 1:07,2 |       |
| 8        | 8     | Müller György     | Magyarország  | 1:11,8 |       |